# Альтдорфский университет

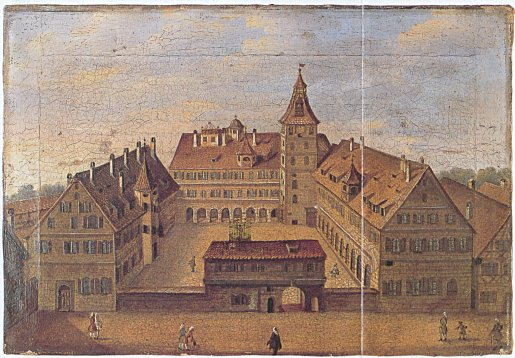
Альтдорфский университет (1714)

Альтдорфский университет (нем. Universität Altdorf или Altdorfina) — университет в Альтдорф-Нюрнберге, в маленьком городке около Нюрнберга. Основан в 1575 или 1578 году, получил университетский статус и привилегии в 1622 году. В 1809 году университет был закрыт королём Баварии Максимилианом І.
В Альтдорф-Нюрнберге в честь Университета и обучающихся там студентов проводят игры Wallensteinfestspiele. В этих играх проводят участия до 600 местных жителей.
Рядом с историческим зданием Университета расположен университетский музей.

## История

### Предыстория

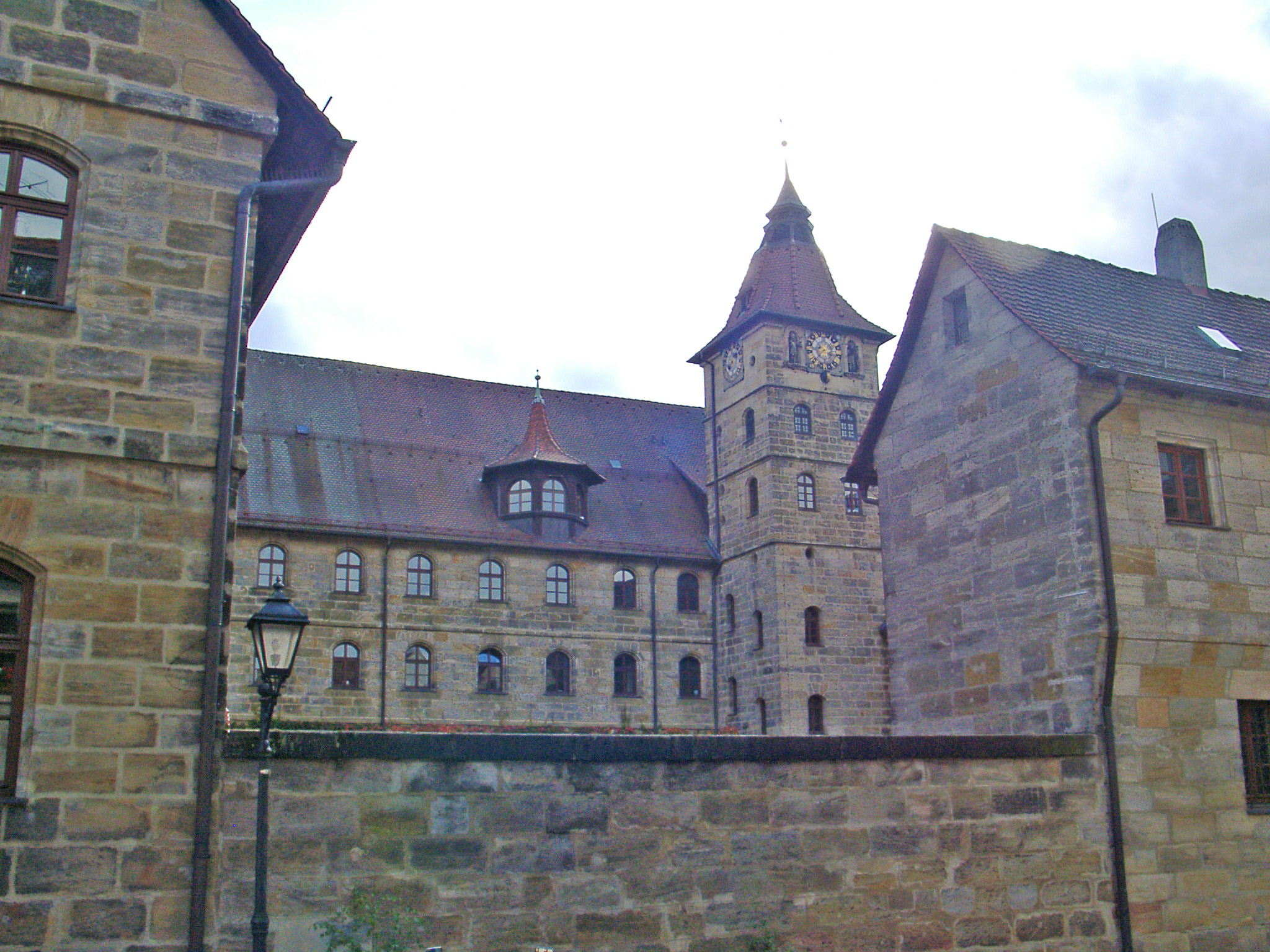
Внешний вид здания университета (2007)

В мае 1526 года в Нюрнберге при участии ряда известных гуманистов и реформаторов, среди которых Филипп Меланхтон и Мартин Лютер, была основана гимназия Святого Эгидия, которая просуществовала всего девять лет. При последующем создании в XIX веке в Нюрнберге она была названа Королевская Старая гимназия и в 1933 году Меланхтонная гимназия. 30 сентября 1571 года был заложен фундамент для здания коллегии, финансируемого на пожертвования богатого Нюрнбергского патрициата, взамен доноры приобретают право на проживание для своих учащихся сыновей.  После почти четырёхлетнего периода строительства 29 июня 1575 года состоялось торжественное открытие. В 1582 году было завершено восточное крыло, финансируемое Себальдом Вельзером. В 1581 году в учреждении, разделенном не на классы, а на факультеты, были даны первые магистерские звания.

### Восхождение к университету и Тридцатилетняя война

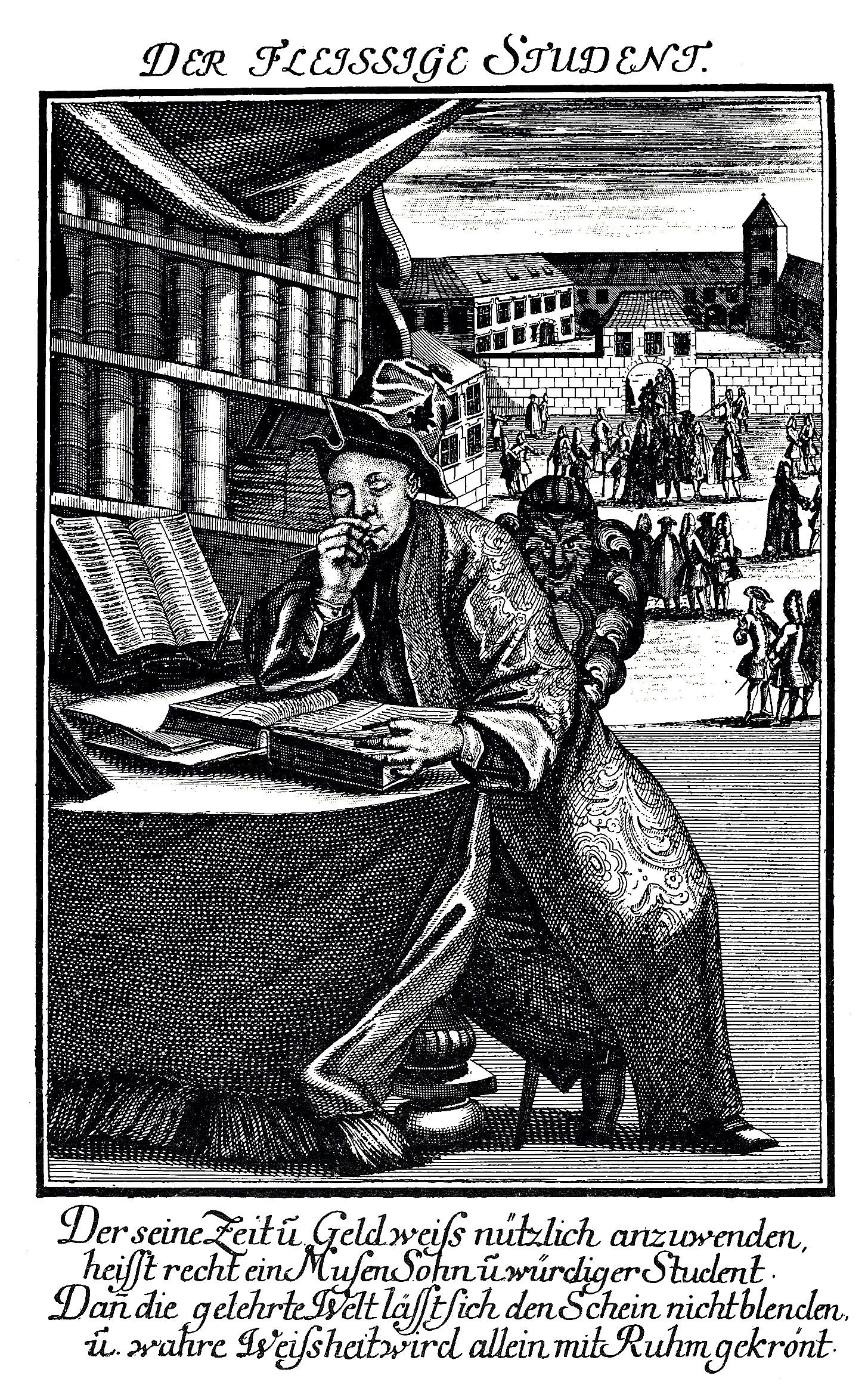
Иоганн Георг Пушнер, трудолюбивый студент, около 1725 года, на заднем плане характерная архитектура Альтдорфского университетского здания с двором и торхаусом

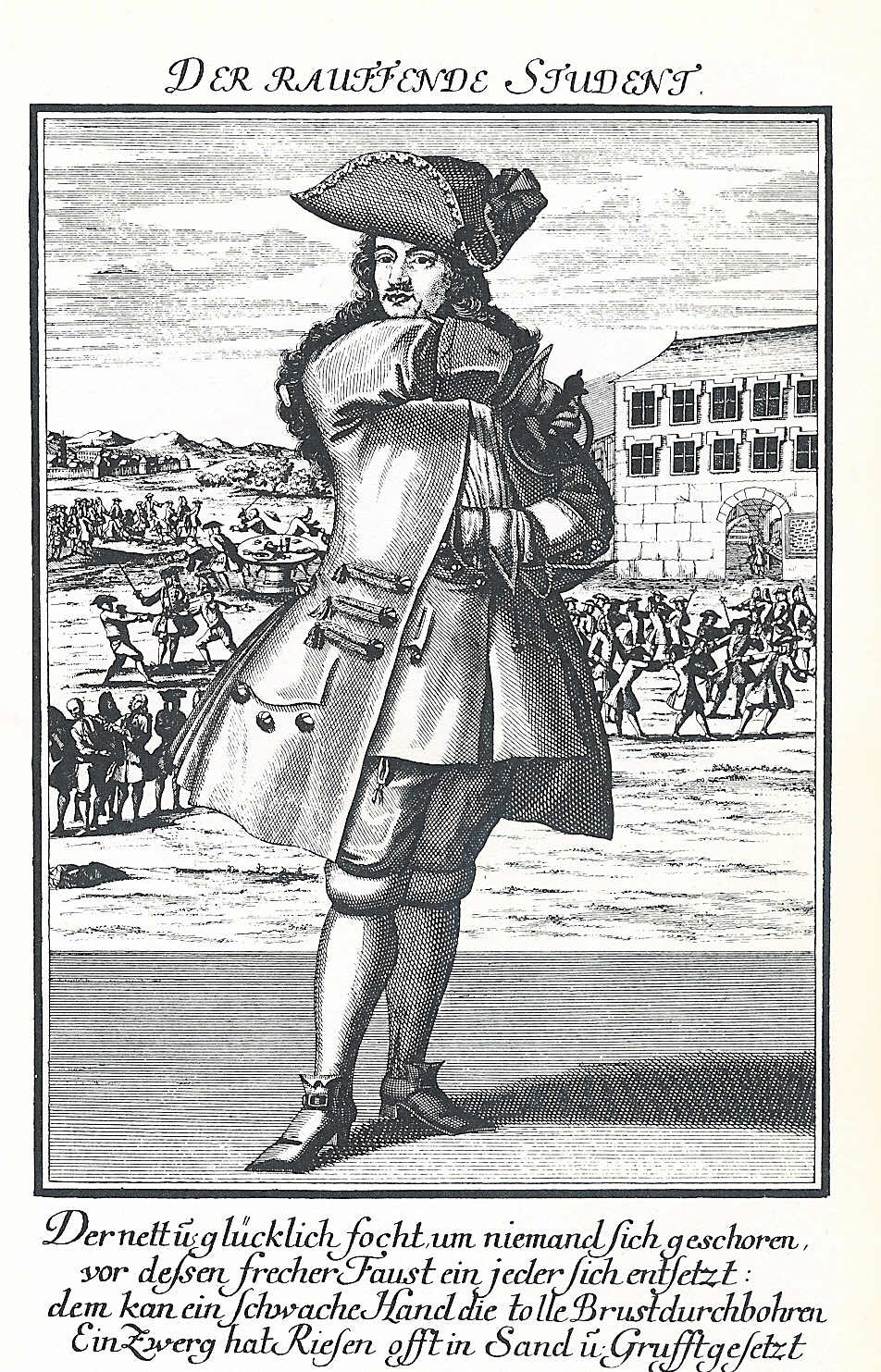
Иоганн Георг Пушнер (Johann Georg Puschner), студент, украшенный медью около 1725 года, на заднем плане виден университет фехтования в Альтдорфе

После процветания Альтдорфской академии и большого притока студентов, она восстала за императора Фердинанда II. В обмен на это Нюрнбергу пришлось выйти из Протестантского союза и выплатить 25 000 гульденов помощи императору. Официальная дата основания была назначена на 29 июня 1623 года, в день открытия бывшей гимназии в 1575 году. Евангелическая церковь Святого Лаврентия была назначена университетской церковью. К 1809 году было возведено в сан свыше 1100 молодых протестантских духовников. Спустя восемь лет после основания университета Тридцатилетняя война достигла Альтдорфа, когда войска Тилли в ноябре 1631 года оккупировали город и университет и угрожали грабежом. После выплаты 1000 рейхсталеров, войска в конце концов отступили. В июне 1632 года на их пути из Нюрнберга в Альтдорф были совершены набеги хорватских всадников. Зачисления в университет за это время достигли своего минимума. Студенты и профессора искали защиты в соседнем Нюрнберге.

### Время цветения, упадок и разрешение
После окончания войны в Альтдорфском университете до первой четверти XVIII века был период расцвета и постоянного расширения. В 1650 году была создана анатомическая лаборатория, в 1657 году - обсерватория, в 1682 году - химическая лаборатория. 29 июня 1723 года праздновалось столетие Великой Помпы. Но ежегодные переписки продолжали сокращаться. Комиссия, созданная для улучшения университета в 1729 году, предполагала высшую дисциплину среди студентов и профессоров и впервые рассматривала возможность перевода университета в Нюрнберг. В 1806 году Альтдорфский городской университет перешёл к Королевству Бавария. В результате вновь созданных университетов Баварии пришлось экономить на других направлениях. Из-за отсутствия финансирования, как и в 1803 году, университет Диллингена, Альтдорфина были ликвидированы 24 сентября 1809 года королём Максимилианом I. Фонды библиотеки вместе с книжными шкафами попали в университетскую библиотеку Эрлангена.

## Знаменитые люди, связанные с университетом

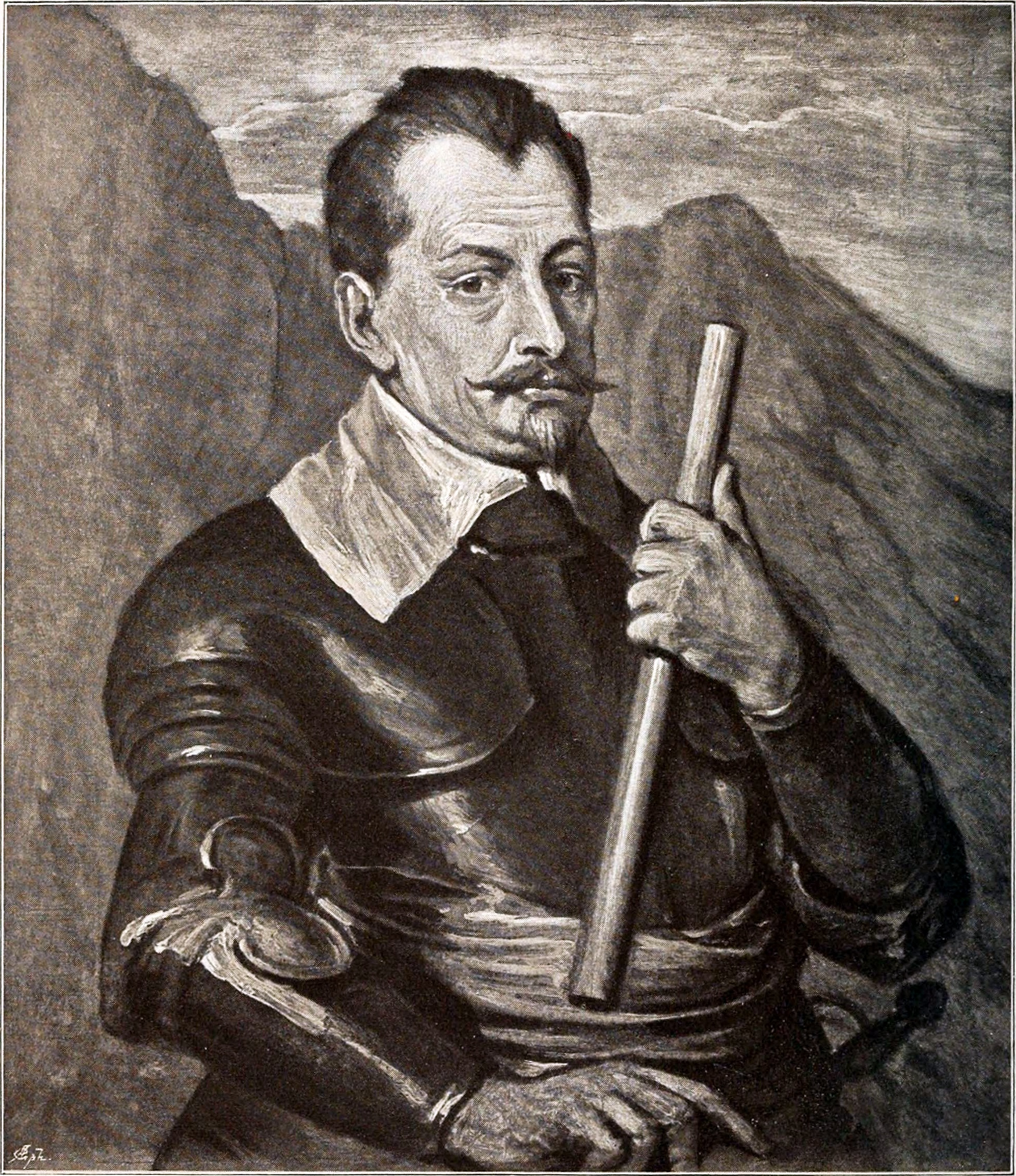
Альбрехт фон Валленштейн

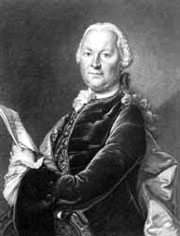
Георг Андреас Вилль

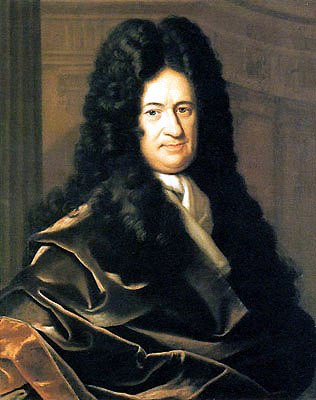
Готфрид Лейбниц

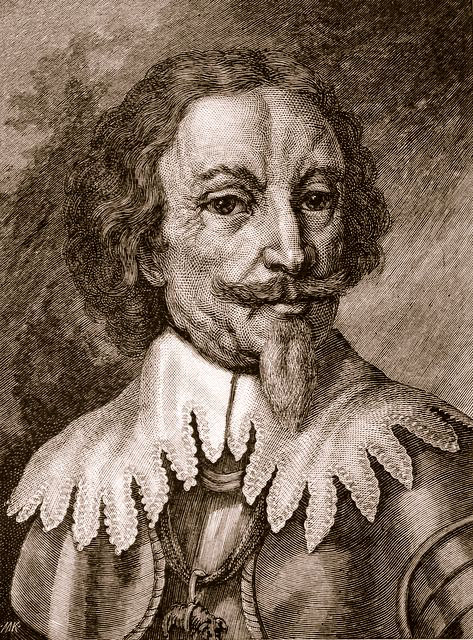
Готфрид-Генрих Паппенгейм

- Байер, Иоганн Вильгельм — немецкий богослов, закончил Альтдорфский университет в 1674 году, в 1674—1694 годах занимал кафедру церковной истории в Йенском университете.
- Валленштейн, Альбрехт фон — герцог Фридландский и Мекленбургский, имперский генералиссимус, выдающийся полководец Тридцатилетней войны; закончил Альтдорфский университет.
- Вилль, Георг Андреас — немецкий историк и философ; учился, преподавал, был ректором и деканом в Альтдорфском университете.
- Габлер, Иоганн Филипп — немецкий богослов, преподавал в Альтдорфском университете.
- Гаттерер, Иоганн Кристоф — немецкий историк; в 1747—1752 годах учился в Альтдорфском университете.
- Гейман фон Тейтшенбрунн, Иоганн — немецкий учёный-правовед, учился в Альтдорфском университете; впоследствии преподавал в Альтдорфском университете.
- Гейстер, Лоренц — немецкий ботаник, анатом, врач, хирург, основатель немецкой хирургии; был профессором анатомии и хирургии в Альтдорфском университете в 1711—1730 годах.
- Каспари, Давид — лифляндский деятель и писатель, преподаватель и пастор в Риге; учился в Альтдорфском университете.
- Кёлер, Иоганн-Давид — немецкий историк и нумизмат; в 1710—1734 годах профессор логики и политики в Альтдорфском университете.
- Лейбниц, Готфрид Вильгельм — выдающийся немецкий учёный; в 1667 году в Альтдорфском университете защитил диссертацию «О запутанных судебных случаях» на звание доктор права.
- Маннерт, Конрад — немецкий историк и географ; в 1778—1783 годах обучался в Альтдорфском университете, в 1796—1805 годах профессор истории в Альтдорфском университете.
- Миковини, Самуил — венгерский инженер, математик, геодезист, картограф, астроном, профессор Горной школы, один из ведущих представителей европейской науки и техники, оказавший значительное влияние на их развитие в XVIII веке; учился в Альтдорфском университете.
- Омейс, Магнус Даниэль — немецкий поэт и философ; учился, позже преподавал, был профессором риторики, поэзии и морали и ректором в Альтдорфском университете.
- Паппенгейм, Готфрид — немецкий граф, главнокомандующий войсками Католической лиги в Тридцатилетней войне; учился в Альтдорфском университете.
- Пахельбель, Иоганн — знаменитый немецкий композитор и органист эпохи барокко; менее года учился в Альтдорфском университете, был вынужден бросить обучение из-за финансовых затруднений.
- Преториус, Иоганн или Рихтер Иоганн — известный немецкий математик и астроном; профессор математики и астрономии в Альтдорфском университете в 1576—1616 годах.
- Риндер Андрей Андреевич в 1733 году закончил медицинский факультет Альтдорфского университета, впоследствии переехал в Россию, служил доктором в Оренбургской губернии, в 1765—1770 годах в должности Московского штат-физика
- Рысинский, Соломон — фольклорист (в 1618 году издал первое собрание славянских народных пословиц и поговорок), поэт-латинист, деятель кальвинизма; с 1586 года учился в Альтдорфском университете, при поступлении назвал себя белорусом (первая, дошедшая до нас, белорусская этническая самоидентификация), вo время учёбы в Альтдорфе издал две книги в 1587 и 1589 году.
- Таурелл, Николай — немецкий врач, философ и теолог; преподавал медицину в Базельском, Страсбургском и Альтдорфском университетах.
- Трев, Кристоф Якоб — немецкий ботаник, анатом, естествоиспытатель, врач, доктор медицины; учился в 1711—1712 годах в Альтдорфском университете, ученик Лоренца Гейстера.
- Харсдёрффер, Георг Филипп — немецкий писатель эпохи барокко: прозаик, поэт, переводчик; учился в Альтдорфском университете.
- Шёйхцер, Иоганн Яков — швейцарский естествоиспытатель; учился в Альтдорфском университете.
- Штурм, Иоганн Христоф — немецкий математик, астроном и физик; в 1669—1707 годах занимал кафедру математики и физики в Альтдорфском университете.
- Шульце, Иоганн Генрих — немецкий учёный, открывший светочувствительность солей серебра; был профессором в Альтдорфском университете в 1720—1732 годах.
- Юнгерман, Людвиг — немецкий ботаник и врач; был профессором в Альтдорфском университете.
- Юх, Карл-Вильгельм — немецкий фармаколог и врач; был профессором в Альтдорфском университете.